# David Schofield
David Schofield (16 de diciembre de 1951) es un actor inglés, más conocido por sus numerosas participaciones en cine y televisión; también por haber interpretado a Joseph Mercer en las películas de Piratas del Caribe.

## Biografía
Tiene nueve hermanos. 
Su primera experiencia con la actuación fue en la escuela de Mánchester a los 12 años. En 1967 fue aceptado como gerente de asistente de estudiantes en un teatro local y a los 19 se convirtió en estudiante de la Academia de música y arte dramático, la cual dejó para seguir su propio camino en el mundo de la actuación.
Está casado con la actriz Lally Percy, la pareja tiene dos hijos sus hijos, Fred Schofield y la actriz Blanche Schofield.

## Carrera
David tiene una distinguida carrera como actor de teatro en el Royal Shakespeare Company y el Royal National Theatre. 
En 1981 se unió al elenco de la serie Funny Man en donde interpretó a Davey Gibson. Ese mismo año apareció en la película de terror An American Werewolf in London donde obtuvo un papel secundario. En 1985 apareció en la serie Mozart-His Life with Music donde dio vida al compositor y pianista austriaco Mozart. En 1987 interpretó a John Logan durante el episodio "Winner Takes All" de la serie Bergerac, dos años después apareció nuevamente en la serie ahora interpretando a David Mason durante el episodio "Second Time Around".
En 1992 apareció por primera vez en la serie policíaca The Bill donde interpretó a Don Sutton durante el episodio "Exposures". David regresó a la serie en 1995 como Tony Ryder en "Learning Curve", en 1996 como Simon Griffin en "Toe the Line", en 2001 dio vida a Andy Burton en "Money Man", más tarde apareció nuevamente en 2008 donde dio vida a Peter Williams durante los episodios "Closing the Net: Part 1 & 2" y finalmente su última aparición en la serie fue en 2010 interpretando a Ken en el episodio "Tombstone". En 1997 apareció en la película Anna Karenina donde interpretó a Nikolai Dmitrievitch Levin. En 1999 interpretó a Gladsdale en la película Joan of Arc.
En 2000 apareció en la película bélica Gladiator donde interpretó al senador Falco, enemigo del senador Graco (Derek Jacobi) y que decide ayudar al maquiavélico Cómodo (Joaquin Phoenix) a consolidar su poder. En 2001 interpretó a McQueen, un delincuente que extorsiona a acompañantes en la película From Hell. Ese mismo año interpretó al detective inspector de la policía Harry Chambers en la serie médica Holby City, más tarde apareció de nuevo en la serie en 2005 donde interpretó a Larry O'Connor durante el episodio "Thin Ice". En 2004 interpretó al corredor de apuestas Graham en tres episodios de la serie Footballers' Wives. En 2005 apareció en la miniserie Beethoven donde interpretó al tenor alemán Johann van Beethoven, el padre del exitoso compositor Ludwig van Beethoven (Paul Rhys). Ese mismo año apareció en la película Julian Fellowes Investigates: A Most Mysterious Murder - The Case of George Harry Storrs donde dio vida a George Harry Storrs. En 2006 interpreta a Joseph Mercer en la película Pirates of the Caribbean: Dead Man's Chest, ese mismo año interpretó a Harry Axelrod en la película The Curse of King Tut's Tomb. En 2007 interpretó por última vez a Joseph Mercer en Piratas del Caribe: en el fin del mundo. Ese mismo año interpretó al padre Lawrence en la película "Rikki and Julie" del proyecto de educación de Platform Films. En 2009 apareció en la película Valkyrie donde dio vida a Erwin von Witzleben, un general alemán durante la Segunda Guerra Mundial, que junto a otros oficiales conspiran para asesinar a Adolf Hitler (David Bamber).
En 2010 apareció en la película Burke & Hare donde interpretó a Fergus, la película está basada en la historia verdadera de los asesinatos cometidos por William Burke y William Hare. Ese mismo año apareció en la película británica de terror F donde interpretó a Robert Anderson, un maestro de ingle que es golpeado por uno de sus estudiantes luego de que le pusiera una F en una asignatura por lo que es obligado por la dirección de la escuela a tomarse tres meses para evitar ser demandado por los padres del niño y que pronto tendrá que salvar su vida y la de su familia. En 2013 se unió al elenco recurrente de la serie Da Vinci's Demons donde interpretó a Piero da Vinci, el padre de Leonardo da Vinci (Tom Riley), hasta el final de la serie en 2015, su personaje fue asesinado.

## Apoyo a beneficencia
Recientemente David se convirtió en patrón de la fundación Gesar.

## Filmografía

### Series de televisión
| Año         | Título                            | Personaje               | Notas                                 |
| ----------- | --------------------------------- | ----------------------- | ------------------------------------- |
| 2016        | Undercover                        | Alex Brady              | 4 episodios - miniserie               |
| 2016        | Father Brown                      | Vivian Wolsey           | episodio "The Mask of the Demon"      |
| 2013 - 2015 | Da Vinci's Demons                 | Piero da Vinci          | 19 episodios                          |
| 2015        | Doctor Who                        | Odin                    | episodio "The Girl Who Died"          |
| 2015        | New Tricks                        | Walt Fontaine           | episodio "The Wolf of Wallbrook"      |
| 2015        | Safe House                        | Eddie Reynolds          | 2 episodios                           |
| 2014        | The Great Fire                    | Duque de Hanford        | 3 episodios - miniserie               |
| 2013        | Shameless                         | Louis                   | 2 episodios                           |
| 2011        | Land Girls                        | Vernon Storey           | 9 episodios                           |
| 2011        | The Shadow Line                   | Sargento Foley          | 5 episodios                           |
| 2011        | Injustice                         | Stephen Packard         | 4 episodios - miniserie               |
| 2009        | Merlín                            | Rey Alined              | episodio "Sweet Dreams"               |
| 2009        | The Fixer                         | Sean O'Driscoll         | episodio # 2.5                        |
| 2009        | The Take                          | Siddy                   | episodio # 1.1                        |
| 2008        | The Bill                          | Peter Williams          | 2 episodios                           |
| 2008        | Waking the Dead                   | Michael Kelleher        | 2 episodios                           |
| 2006, 2007  | The Streets                       | John Roberts            | 3 episodios                           |
| 2006        | Goldplated                        | John White              | 8 episodios                           |
| 2006        | Heartbeat                         | Dennis Ashton           | episodio "C'est la Vie"               |
| 2005        | Beethoven                         | Johann van Beethoven    | episodio "The Rebel" - miniserie      |
| 2004        | Footballers' Wives                | Graham                  | 3 episodios                           |
| 2003        | 40                                | Brenman                 | 2 episodios                           |
| 2003        | In Deep                           | Vincent Hunter          | 2 episodios                           |
| 2002        | The Forsyte Saga                  | Polteed                 | 2 episodios - miniserie               |
| 2001        | Holby City                        | Det. Harry Chambers     | 4 episodios                           |
| 2000        | Lock, Stock...                    | Sips                    | episodio "...And Two Sips"            |
| 2000        | The Vice                          | Harrison                | 2 episodios                           |
| 1998        | Amongst Women                     | Jack Simpson            | miniserie                             |
| 1998        | Our Mutual Friend                 | Gaffer Hexam            | 2 episodios - miniserie               |
| 1998        | Real Women                        | Max                     | -                                     |
| 1997        | Kavanagh QC                       | Ron Babb                | episodio "The Ties That Bind"         |
| 1996        | The Prince and the Pauper         | Oficial de Arresto      | 2 episodios                           |
| 1996        | Casualty                          | Detective Logan         | episodio "Trapped"                    |
| 1996        | Testament: The Bible in Animation | Elijah                  | episodio "Elijah"                     |
| 1996        | Our Friends in the North          | Det. John Salway        | 4 episodios - miniserie               |
| 1995 - 1996 | Band of Gold                      | Detective Newall        | 10 episodios                          |
| 1995        | The Famous Five                   | Floogie                 | episodio "Five Get into Trouble"      |
| 1995        | Correlli                          | Oficial "Spoons" Morton | episodio "Spoons"                     |
| 1995        | Wycliffe                          | Joe Penrose             | episodio "Happy Families"             |
| 1995        | The Biz                           | Max                     | -                                     |
| 1993        | Taggart                           | Joseph Durrant          | episodio "Death Without Dishonour"    |
| 1993        | Mr. Wroe's Virgins                | Doherty                 | episodio "Hannah's Story" - miniserie |
| 1992        | The Secret Agent                  | Ossipon                 | -                                     |
| 1992        | Boon                              | Vince                   | episodio "Message in a Bottle"        |
| 1991        | Zorro                             | Joaquin Correna         | episodio "The Old Flame"              |
| 1991        | Van der Valk                      | Toon Rosendaal          | episodio "The Little Rascals"         |
| 1989        | Bergerac                          | David Mason             | episodio "Second Time Around"         |
| 1989        | Shadow of the Noose               | Alfred Harmsworth       | episodio "Turn Again"                 |
| 1988        | Rockliffe's Babies                | Detective Hirst         | episodio "Looking After Your Own"     |
| 1987        | Boogie Outlaws                    | Flash                   | 3 episodios - miniserie               |
| 1985        | Mozart-His Life with Music        | Mozart                  | 4 episodios                           |
| 1981        | Funny Man                         | Davey Gibson            | 13 episodios                          |
| 1979        | Kids                              | Peter Judd              | 4 episodios                           |
| 1977        | ITV Playhouse                     | Peter                   | episodio "It's Only Rock 'n' Roll"    |
| 1977        | Rock Follies of '77               | Eddie                   | episodio "The Empire"                 |
| 1976        | The New Avengers                  | Ben                     | episodio "Sleeper"                    |
| 1976        | Softly Softly: Task Force         | Edward Foster           | episodio "As Good Cooks Go"           |
| 1972        | Z Cars                            | Hood                    | episodio "The Attackers"              |

### Películas
| Año  | Título                                                | Personaje                  | Notas                                                                          |
| ---- | ----------------------------------------------------- | -------------------------- | ------------------------------------------------------------------------------ |
| 2014 | Caring for the Recently Deceased                      | Padre Osterman             | corto - junto a Abigail Thaw, Sue Johnston, Tim Seyfert y Melanie Walters      |
| 2014 | Air                                                   | Ministro                   | corto - junto a Antonia Thomas, Tom Riley y Daniel Brocklebank                 |
| 2013 | One Day in Hell                                       | John                       | corto - junto a Nathalie Cox, Susannah Fielding y Lucy Russell                 |
| 2013 | Lord of Tears                                         | Hombre                     | junto a Lexy Hulme, Euan Douglas y Jamie Gordon                                |
| 2013 | Last Passenger                                        | Peter Carmichael           | junto a Dougray Scott, Lindsay Duncan, Iddo Goldberg y Kara Tointon            |
| 2013 | All Things to All Men                                 | Comisionado de la Policía  | junto a Toby Stephens, Rufus Sewell, Mark Badham, Gabriel Byrne y James Frain  |
| 2012 | Him Indoors                                           | Juez                       | corto - junto a Reece Shearsmith, Pollyanna McIntosh y Seelan Gunaseelan       |
| 2011 | Ghosted                                               | Donner                     | junto a John Lynch, Martin Compston, Craig Parkinson y Art Malik               |
| 2011 | The Bride of Vernon                                   | Fritz                      | corto - junto a Dan Clark y Katherine Parkinson                                |
| 2011 | Super Tanker                                          | Almirante                  | junto a Ben Cross, Callum Blue y Jacky Woo                                     |
| 2010 | Burke and Hare                                        | Fergus                     | junto a Simon Pegg, Andy Serkis, Bill Bailey, Tom Wilkinson y Allan Corduner   |
| 2010 | F                                                     | Robert Anderson            | junto a Eliza Bennett, Ruth Gemmell, Juliet Aubrey y Finlay Robertson          |
| 2010 | Devil's Bridge                                        | Parry                      | junto a Joseph Millson, Joshua Richards, Gary Mavers y Michael Jibson          |
| 2010 | The Wolfman                                           | Oficial Nye                | junto a Simon Merrells, Emily Blunt, Hugo Weaving y Benicio Del Toro           |
| 2009 | Lightning Strikes                                     | Donovan                    | junto a Kevin Sorbo y Annabel Wright                                           |
| 2009 | Valkyrie                                              | Erwin von Witzleben        | junto a Tom Cruise, Kenneth Branagh, Bill Nighy y Thomas Kretschmann           |
| 2008 | Kirill                                                | Kirill                     | corto - junto a Vee Vimolmal                                                   |
| 2008 | Freebird                                              | Jugador de Dardos          | junto a Geoff Bell, Peter Bowles y Phil Daniels                                |
| 2007 | Piratas del Caribe: en el fin del mundo               | Joseph Mercer              | junto a Johnny Depp, Geoffrey Rush, Orlando Bloom y Keira Knightley            |
| 2006 | The Curse of King Tut's Tomb                          | Harry Axelrod              | junto a Casper Van Dien, Jonathan Hyde, Leonor Varela y Malcolm McDowell       |
| 2006 | Pirates of the Caribbean: Dead Man's Chest            | Joseph Mercer              | junto a Johnny Depp, Geoffrey Rush, Orlando Bloom y Keira Knightley            |
| 2005 | Julian Fellowes Investigates:A Most Mysterious Murder | George Harry Storrs        | junto a Julian Fellowes y Katrine De Candole                                   |
| 2004 | Unstoppable                                           | Dr. Collins]               | junto a Wesley Snipes, Jacqueline Obradors, Stuart Wilson y Kim Coates         |
| 2004 | The Incredible Mrs. Ritchie                           | Sonny                      | junto a Gena Rowlands, Kevin Zegers, Leslie Hope y Cameron Daddo               |
| 2003 | Frankenstein: Birth of a Monster                      | Monstruo                   | junto a Lucy Davenport, Harriet Walter y Ronan Vibert                          |
| 2002 | Fields of Gold                                        | Craig                      | junto a Anna Friel, Philip Davis, Max Beesley, James Fleet y Mark Strong       |
| 2001 | Superstition                                          | Roberto Fallaci            | junto a Mark Strong, Sienna Guillory, David Warner y Frances Barber            |
| 2001 | From Hell                                             | McQueen                    | junto a Johnny Depp, Ian Holm, Robbie Coltrane, Ian Richardson y Jason Flemyng |
| 2001 | The Musketeer                                         | Rochefort                  | junto a Catherine Deneuve, Mena Suvari, Stephen Rea y Tim Roth                 |
| 2001 | Chunky Monkey                                         | Frank                      | junto a David Threlfall, Alison Steadman, Nicola Stapleton y Colin McFarlane   |
| 2001 | The Red Peppers                                       | George Pepper              | corto - junto a Carla Mendonça                                                 |
| 2000 | Gladiator                                             | Falco                      | junto a Russell Crowe, Joaquin Phoenix y Oliver Reed                           |
| 2000 | The Miracle Make                                      | Caiaphas                   | junto a Ralph Fiennes, Rebecca Callard, James Frain y Richard E. Grant         |
| 1999 | Mary, Mother of Jesus                                 | Micah                      | junto a Christian Bale, Pernilla August, Melinda Kinnaman y David Threlfall    |
| 1999 | Cleopatra                                             | Casca                      | junto a Leonor Varela, Timothy Dalton, Billy Zane y Rupert Graves              |
| 1999 | Joan of Arc                                           | Gladsdale                  | junto a Leelee Sobieski, Chad Willett, Jacqueline Bisset y Powers Boothe       |
| 1999 | Junk                                                  | Mr. Brogan                 | junto a Trevor Byfield, Anita Dobson y Jemima Rooper                           |
| 1997 | Anna Karenina                                         | Nikolai Dmitrievitch Levin | junto a Sophie Marceau, Sean Bean, Alfred Molina y Mia Kirshner                |
| 1997 | Tangier Cop                                           | Omar Larbi                 | junto a Pastora Vega, Sean Chapman y Joe Shaw                                  |
| 1993 | The Crane                                             | Preacher                   | corto - junto a Jude Law, Lee Ross y Joseph Bennett                            |
| 1992 | The Last of the Mohicans                              | Sargento Mayor             | junto a Daniel Day-Lewis, Madeleine Stowe, Russell Means y Eric Schweig        |
| 1990 | Jekyll & Hyde                                         | Snape                      | junto a Michael Caine, Cheryl Ladd, Joss Ackland y Ronald Pickup               |
| 1989 | Somewhere to Run                                      | DJ                         | junto a Robin Weaver, Vicky Murdock, Angela Pleasence y Michael Jayston        |
| 1989 | Tree of Hands                                         | Detective Inspector        | junto a Helen Shaver, Malcolm Stoddard, Peter Firth y Paul McGann              |
| 1983 | Praying Mantis                                        | Mesero del Café            | junto a Jonathan Pryce, Cherie Lunghi, Carmen Du Sautoy y Pinkas Braun         |
| 1982 | Shackleton                                            | Sir Ernest Shackleton      | junto a Raymond Adamson, Todd Armstrong, Anthony Bate y Howard Bell            |
| 1981 | An American Werewolf in London                        | Jugador de Dardos          | junto a David Naughton, Griffin Dunne y Jenny Agutter                          |
| 1980 | The Dogs of War                                       | Hombre de Endean           | junto a Christopher Walken, Tom Berenger, Colin Blakely y Hugh Millais         |

### Videojuegos
| Año  | Título                                        | Personaje            | Notas                                    |
| ---- | --------------------------------------------- | -------------------- | ---------------------------------------- |
| 2014 | Dragon Age: Inquisition                       | -                    | prestó su voz para las voces adicionales |
| 2011 | Harry Potter and the Deathly Hallows: Part II | Aberforth Dumbledore | prestó su voz para el personaje          |
| 2007 | Piratas del Caribe: en el fin del mundo       | Joseph Mercer        | prestó su voz para el personaje          |

### Teatro
| Año        | Obra                            | Personaje | Director (a)   | Teatro                    | Notas                                                  |
| ---------- | ------------------------------- | --------- | -------------- | ------------------------- | ------------------------------------------------------ |
| 1989       | Winding the Ball                | -         | Gregory Hersov | Royal Exchange Theatre    | junto a Ian Bartholomew, Trevor Cooper y Lisa Eichhorn |
| 1983       | Julius Caesar                   | -         | Ron Daniels    | Royal Shakespeare Theatre | junto a Peter McEnery y Emrys James                    |
| 1981, 1983 | Measure for Measure             | -         | Adrian Noble   | Royal Shakespeare Theatre | junto a Daniel Massey y Juliet Stevenson               |
| 1981       | Who's Afraid of Virginia Woolf? | -         | Nancy Meckler  | British National Theatre  | junto a Margaret Tyzack, Paul Eddington y Mary Maddox  |
| 1981       | Man and Superman                | -         | -              | British National Theatre  | -                                                      |
| 1981       | Hiawatha                        | -         | -              | British National Theatre  | -                                                      |
| 1981       | The Romans in Britain           | -         | -              | British National Theatre  | -                                                      |
| 1981       | The Life of Galileo             | -         | -              | British National Theatre  | -                                                      |
| 1981       | Sisterly Feelings               | -         | -              | British National Theatre  | -                                                      |
| 1981       | Othello                         | -         | -              | British National Theatre  | -                                                      |
| 1981       | Amadeus                         | -         | -              | British National Theatre  | -                                                      |
| 1981       | The Caretaker                   | -         | -              | British National Theatre  | -                                                      |
| 1981       | The Provok'd Wife               | -         | -              | British National Theatre  | -                                                      |
| 1981       | Watch on the Rhine              | -         | -              | British National Theatre  | -                                                      |
| 1981       | The Elephant Man                | -         | -              | British National Theatre  | -                                                      |
| 1981       | The Browning Version            | -         | -              | British National Theatre  | -                                                      |
| 1981       | Harlequinade                    | -         | -              | British National Theatre  | -                                                      |
| 1981       | The Nativity                    | -         | -              | British National Theatre  | -                                                      |
| 1981       | A Month in the Country          | -         | -              | British National Theatre  | -                                                      |
| 1981       | The Ticket-Of-Leave Man         | -         | -              | British National Theatre  | -                                                      |
| 1981       | Don Juan                        | -         | -              | British National Theatre  | -                                                      |